# Campeonato Cearense 2014
In 2014 werd het 100ste Campeonato Cearense gespeeld voor voetbalclubs uit Braziliaanse staat Ceará. De competitie werd georganiseerd door de FCF en werd gespeeld van 5 januari tot 23 april. Omdat Ceará SC en Guarany de Sobral deelnamen aan de Copa do Nordeste 2014 namen zij niet deel aan de eerste fase. Ceará werd kampioen.

## Eerste fase
| Plaats | Club                | Wed. | W  | G | V  | Saldo | Ptn. |
| ------ | ------------------- | ---- | -- | - | -- | ----- | ---- |
| 1.     | Fortaleza           | 16   | 13 | 3 | 0  | 48:14 | 42   |
| 2.     | Guarani de Juazeiro | 16   | 7  | 5 | 4  | 17:18 | 26   |
| 3.     | Horizonte           | 16   | 6  | 7 | 3  | 26:18 | 25   |
| 4.     | Icasa               | 16   | 6  | 6 | 4  | 18:19 | 24   |
| 5.     | Quixadá             | 16   | 7  | 2 | 7  | 25:23 | 23   |
| 6.     | Itapipoca           | 16   | 5  | 6 | 5  | 19:24 | 21   |
| 7.     | Ferroviário         | 16   | 5  | 3 | 8  | 26:25 | 18   |
| 8.     | Tiradentes          | 16   | 2  | 6 | 8  | 26:32 | 12   |
| 9.     | Crato               | 16   | 1  | 2 | 13 | 8:40  | 5    |

|  | Gekwalificeerd voor tweede fase |
|  | Degradatie naar Série B         |

## Tweede fase
Fortaleza en Guarani de Juazeiro kregen respectievelijk twee en één bonuspunt vanuit de eerste ronde. 
| Plaats | Club                | Wed. | W | G | V | Saldo | Ptn. |
| ------ | ------------------- | ---- | - | - | - | ----- | ---- |
| 1.     | Fortaleza           | 10   | 5 | 4 | 1 | 21:12 | 21   |
| 2.     | Ceará               | 10   | 5 | 4 | 1 | 18:9  | 19   |
| 3.     | Guarany de Sobral   | 10   | 3 | 4 | 3 | 15:13 | 13   |
| 4.     | Icasa               | 10   | 3 | 3 | 4 | 12:14 | 12   |
| 5.     | Horizonte           | 10   | 3 | 2 | 5 | 12:21 | 11   |
| 6.     | Guarani de Juazeiro | 10   | 0 | 5 | 5 | 8:17  | 6    |

|  | Gekwalificeerd voor derde fase |

## Derde fase
|  | Halve finale      | Halve finale | Halve finale |   |           | Finale | Finale | Finale |
|  |                   |              |              |   |           |        |        |        |
|  | Icasa             | 3            | 1            |   |           |        |        |        |
|  | Fortaleza         | 1            | 3            |   |           |        |        |        |
|  | Fortaleza         | 1            | 3            |   | Fortaleza | 0      | 0      |        |
|  |                   |              |              |   | Fortaleza | 0      | 0      |        |
|  |                   | Ceará        | 0            | 0 |           |        |        |        |
|  | Guarany de Sobral | Ceará        | 0            | 0 | 2         | 2      |        |        |
|  | Guarany de Sobral |              |              |   | 2         | 2      |        |        |
|  | Ceará             | 3            | 5            |   |           |        |        |        |

### Kampioen
| Campeonato Cearense de 2014 |
| Ceará                       |
| --------------------------- |
| CEARÁ Kampioen (43° titel)  |